# تلمبه عباس کشاورز
تلمبه عباس کشاورز یک منطقهٔ مسکونی در ایران است که در دهستان خورسند واقع شده‌است. تلمبه عباس کشاورز ۱۶ نفر جمعیت دارد.